# Бруклін Лі
Ніна Рамос, відома як Бру́клін Лі (англ. Brooklyn Lee; нар. 1 червня 1989 року, Огайо, США) — колишня американська порноакторка.

## Біографія
Народилася в штаті Огайо. У дитинстві також мешкала в Пуерто-Рико, Кентуккі, Пенсільванії, Нью-Йорку, Канаді.
У 18 років почала виконувати стриптиз у клубі Бостона. Переїхала з Нью-Йорка до Лос-Анджелеса, щоб увійти в порноіндустрію. 2010 року підписала контракт з «LA Direct Models». Члени оригінального складу фільму «Помста придурків» схвалили її роль у порнографічній пародії. У листопаді 2011 року вона підписала контракт з агентством «Spieglergirls» про ексклюзивне представництво.
2010 року Лі з'явилася в кліпі Пінк на пісню «Raise Your Glass» разом з трьома іншими моделями LA Direct Models. У кліпі вони показані з зав'язаними очима, і їх доять, щоб отримати молоко для годування теляти.
2013 року стала однією з 16 акторок документального фільму Дебори Андерсон «Збуджена» (англ. «Aroused»).
1 травня 2013 року оголосила про вихід з порноіндустрії, щоб сфокусуватись на освіті та не бажаючи мати секс з кимось, окрім свого партнера.

## Нагороди
| Рік  | Нагорода       | Категорія                                                                       | Фільм                       |
| ---- | -------------- | ------------------------------------------------------------------------------- | --------------------------- |
| 2012 | AVN Awards     | Best All-Girl Group Sex Scene (з Міссі Мартінес, Зої Голловей і Даймонд Фокссс) | Cherry 2                    |
| 2012 | AVN Awards     | Best New Starlet                                                                | Н/Д                         |
| 2012 | AVN Awards     | Best Oral Sex Scene (з Джуелц Вентура)                                          | American Cocksucking Sluts  |
| 2012 | AVN Awards     | Best Sex Scene in a Foreign-Shot Production (з Іаном Скоттом)                   | Mission Asspossible         |
| 2012 | AVN Awards     | Most Outrageous Sex Scene (з Джуелц Вентура)                                    | American Cocksucking Sluts  |
| 2012 | XRCO Awards    | Orgasmic Oralist                                                                | Н/Д                         |
| 2012 | TLA Raw Awards | Best Female Newcomer                                                            | Н/Д                         |
| 2013 | AVN Awards     | Best All-Girl Group Sex Scene (з Рут Медіна і Самантою Бентлі)                  | Brooklyn Lee: Nymphomaniac  |
| 2013 | AVN Awards     | Best Anal Sex Scene (з Мануелем Феррара)                                        | Oil Overload 7              |
| 2013 | AVN Awards     | Best Three-Way Sex Scene — Girl/Girl/Boy (з Асою Акіра та Джеймсом Діном)       | Asa Akira Is Insatiable 3   |
| 2013 | AVN Awards     | Most Outrageous Sex Scene (з Рокко Сіффреді)                                    | Voracious: The First Season |
| 2013 | XBIZ Awards    | Female Performer of the Year                                                    | Н/Д                         |
| 2013 | XRCO Awards    | Superslut                                                                       | Н/Д                         |
| 2013 | XRCO Awards    | Orgasmic Oralist                                                                | Н/Д                         |